# S/S Turso
Le S/S Turso est un ancien brise-glace de port finlandais, qui a été achevé en 1944 par le chantier naval de Hietalahti d'Helsinki et remis à l'Union soviétique en 1945 en indemnité de guerre. Il a été racheté, en 2004, et est devenu navire musée du port d'Helsinki.

## Historique

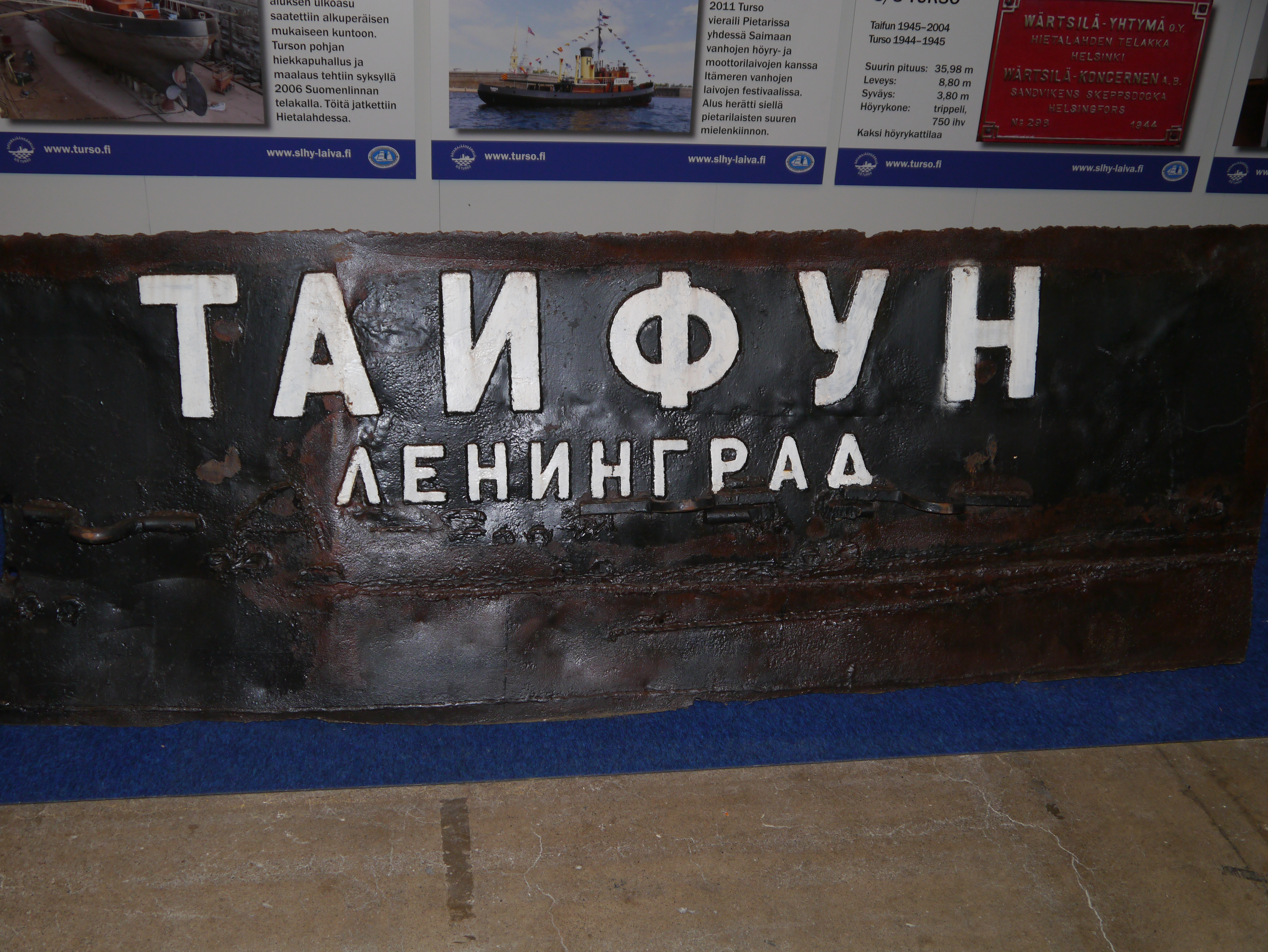
Immatriculation russe du brise-glace

Le brise-glace Turso était nécessaire dans le port d'Helsinki pour aider le grand brise-glace Otso au placement des navires entrant et sortant du port. Sa construction a été longue à cause des difficultés de guerre. Il a été inscrit au registre des navires de la ville d'Helsinki sous le numéro 931 et a reçu les lettres d'identification OFGR. Turso a été employé par l'autorité portuaire d'Helsinki du 15 mars au 4 décembre 1944. Puis il a été affrété au port russe de Kronstadt.
Turso a été transféré à l'URSS à titre de compensation de guerre, à Leningrad le 8 février 1945. Sous le nom de Taifun il a travaillé dans le port de Leningrad et a brisé les barrages de glace de la Neva pendant des décennies.

## Retour en Finlande
L'association du Brise-glace du port S/S Turso  a racheté le brise-glace en 2004 et l'a restauré à Loviisa (anciennement Pernå). 
En août 2006, Turso a été transféré au chantier naval de Suomenlinna pour sablage et peinture. À l'automne 2006, il est retourné sur les rives de Hietalahti. Turso a visité Saint-Pétersbourg pour le 308ème anniversaire de la ville en mai 2011.

## Galerie

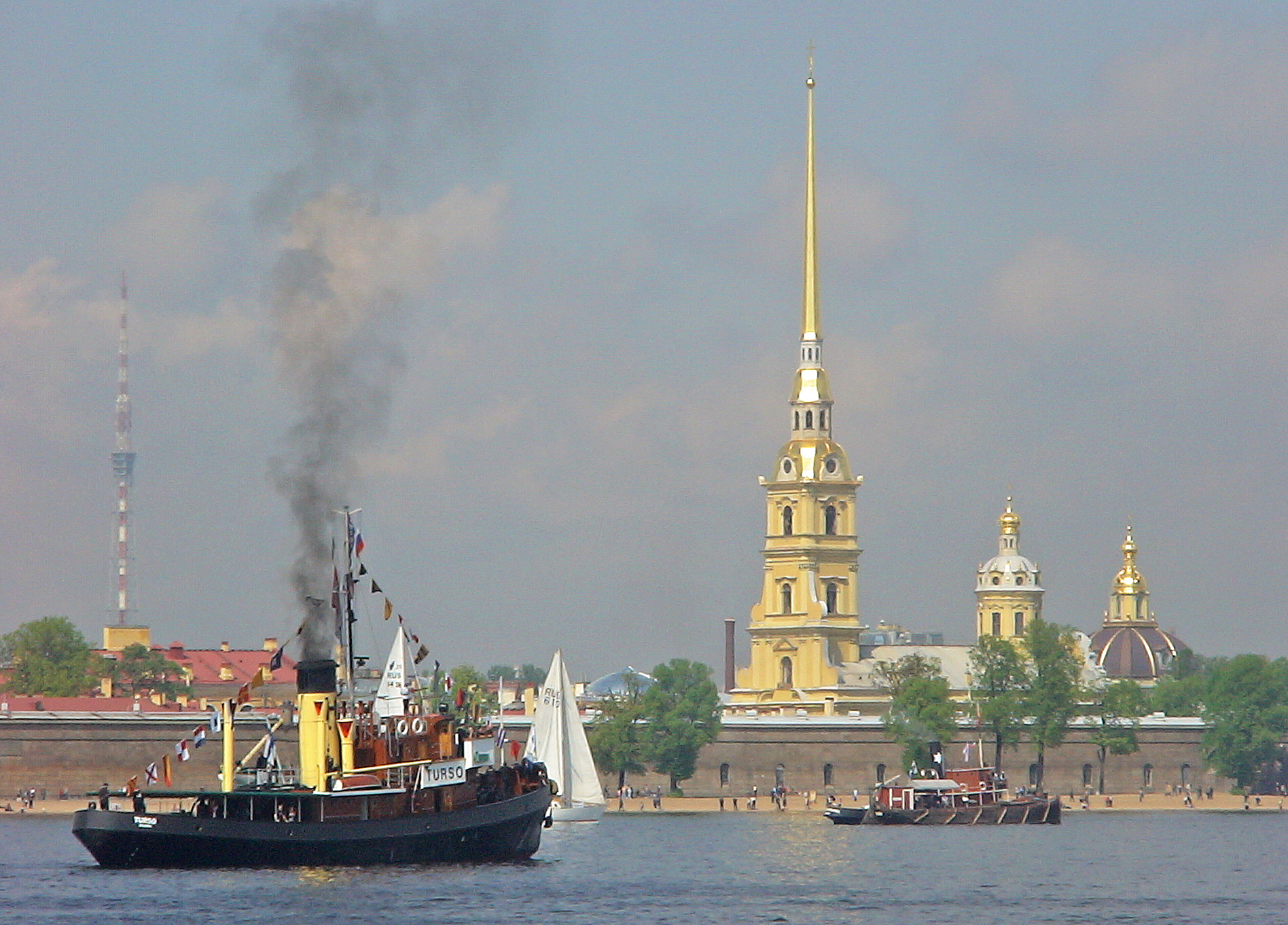
Turso à Saint-Peterbourg en 2011
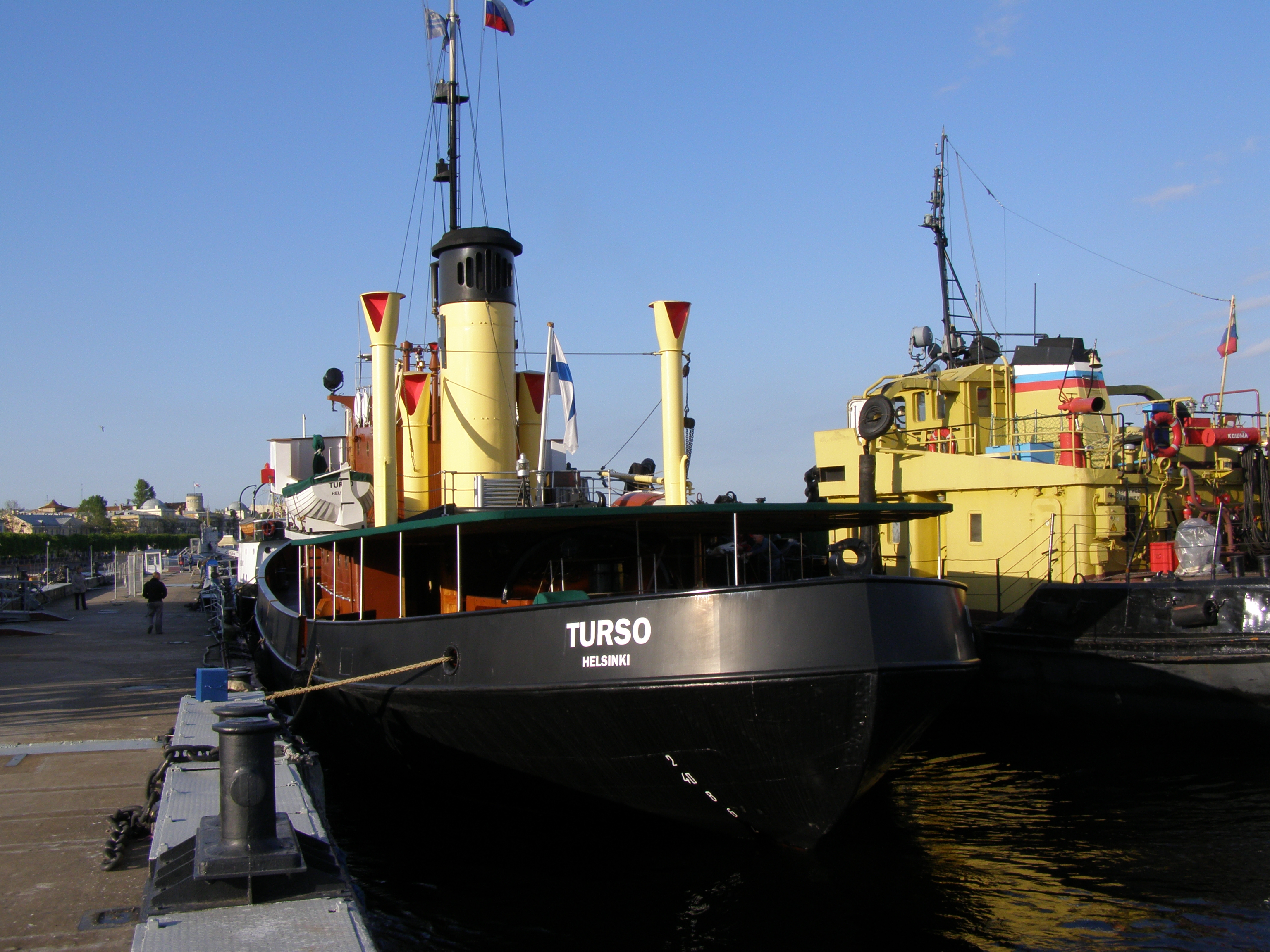
Turso en 2011 sur la Neva
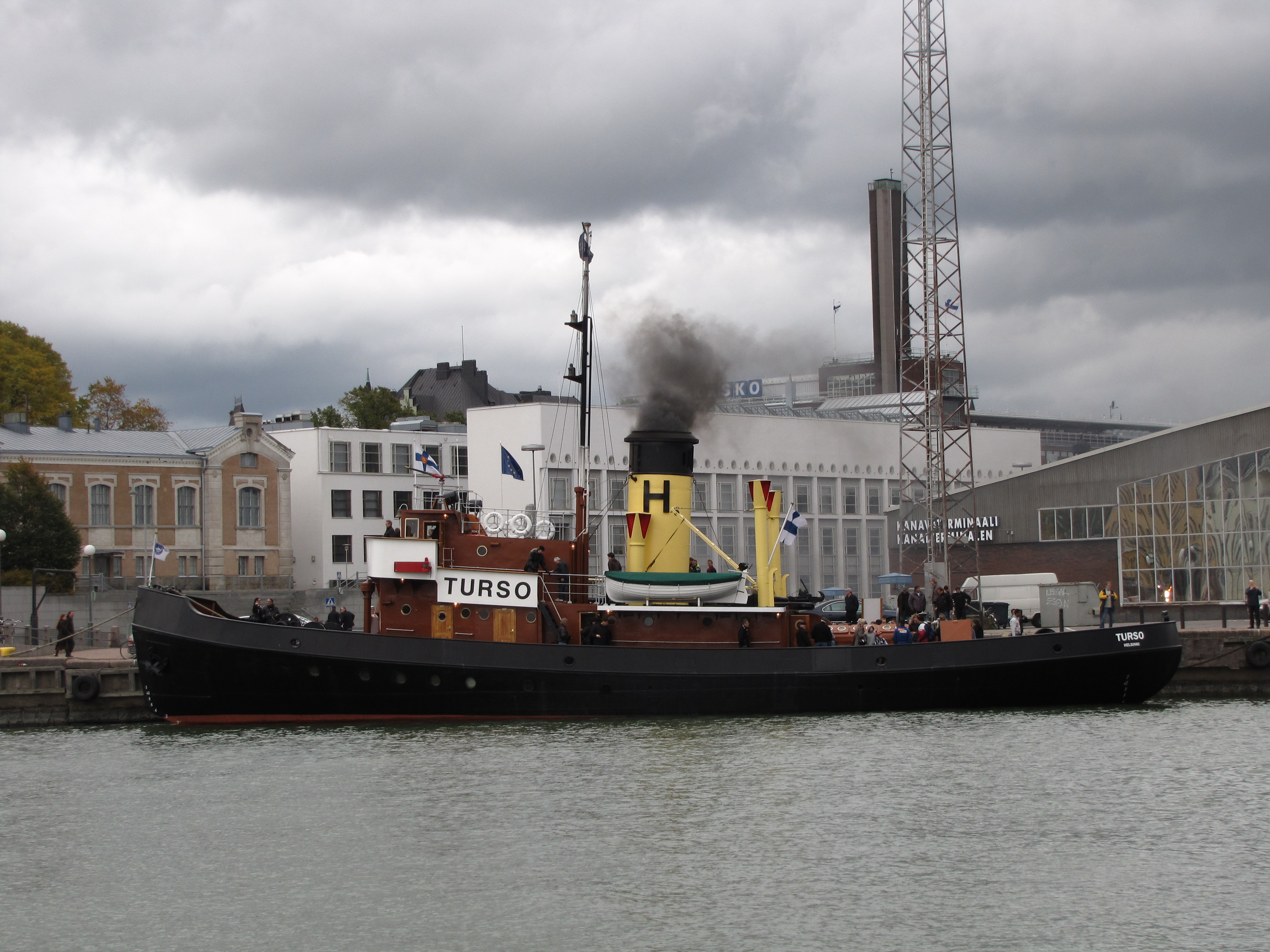
Turso en 2010 à Helsinki